# 逆向歧視
逆向歧視（英語：Reverse discrimination），是指在保障特定群體受到公平待遇之后，之前因为拥有固有優勢的群体因此受到了新的歧视或不公平待遇。这里的特定群体可以是根据国籍、種族、民族、宗教、身体、党派、性別、性傾向等因素來界定，通常是在某因素中处于少数、弱势以及边缘化的群体。相較一般的歧視概念，逆向歧視是指「強勢團體」或「多數群體」的成員，會因其身份占優勢，反因政策，受到差別待遇，減少甚至失去原屬於自己的機會。

## 事例

### 美國
逆向歧視一詞已在美國出现了数十年。多數涉及到自民主黨政府在1960年代推動並通過的肯定性行动：其旨在促進就業、教育和領導等領域促進少數族群多元化。具體方法是讓少數民族人士保留一定配額，避免少數族群在就業和教育上受到不公平對待。然而另一方面，批評肯定性行动的人認為，其將種族置於能力之上是侵犯「有才者得到位置」的權益，是將種族因素置於才能之上。

### 印度
在印度，自印度獨立以來，奉行世俗主義的印度國大黨政府反對並廢除種姓制度，在階級、宗教、性別等因素在不同領域採取保障名額以維護弱勢族群權益，因而被原先的優勢族群視為對他們的逆向歧視，此外國大黨壓抑印度教民族主義（Hindu nationalism），提升少數宗教如錫克教和伊斯蘭教的社會地位，以及在印度佔有絕對多數的印度教徒的社會及經濟優勢地位，同樣使大量印度教徒的不滿，而印度人民黨正是印度教民族主義的政黨。

### 中国大陸
中华人民共和国计划生育政策主要适用于占中国人口绝对多数的汉族，对其余的少数民族则限制较少，违法者会遭到巨额罚金。其子女长大后亦会面临如没有户口，不能上学等诸多问题。这一法规造成了汉族人口出生率的急剧下降，導致漢族生育率始終在1.3以下，也加快了城市人口老龄化的速度。另外高考分數錄取政策偏向少数民族，導致漢族人在高考錄取方面與其他少數民族存在較大不公平等一系列少数民族优惠政策亦时常受到社会谴责。另外，这一系列政策也是新疆維漢衝突的其中一個成因。中国司法系统曾经提出的对少数民族罪犯的兩少一寬的政策，亦为人所诟病，也反而讓少數民族被同族犯罪份子拖累。而部分地方为了方便地区统治过于偏袒少数民族及宗教势力，用行政力量推动宗教发展，也引发一些中国民众的不满。如熱衷于在網上評論時事的西安道士梁兴扬因批判回族军阀馬家軍的主要人物之一马步芳，而被西安警方以“破坏民族团结”为由带走调查。此外，出于政治外交需要，对外籍人士（包括港澳台的居民）在行政上比本国公民有更好的待遇。上述逆向歧视行为引发了民众对中国现行民族政策的批评乃至对伊斯兰教的批判，也使得“一等洋人二等官，三等少民四等汉”这类讽刺性说法广为流传。近几年中国政府已经注意到了此类状况，在一定程度上改变了以往的做法以求改变这一现状。尽管在此期间采取的一些做法又引起了新的争议。

### 香港
在香港教育方面，其中學學位分配辦法本來是男女分開派位，以遷就男女的發展及學習上存在差異，並確保每間男女校的男女生人數大致均等。後來有家長及婦女組織認為這是性別歧視，政府只好在2002年採用男女合併派位模式。數據顯示，這個安排令較多女生能夠被分派至第一派位組別（成績最佳）的學校，而較多男生則被分派至第三派位組別（成績最差）的學校，第一派位組別（成績最佳）的學校男生相對減少，對男生構成逆向歧視。男女合併派位被認為是構成的對男生的逆向歧視，較多女生被分派至較優秀的學校，而較多男生則被分派至較差劣的學校，因此很多男女校都出現了男女比例失衡現象。這變相是另類的性別歧視，對學習發展普遍較女生緩慢的男生造成不公平，使女生平均來說佔有較多的優勢。
不少意見認為，混合派位對男生不利，第一組別中學收生變得女多男少，第三組別中學的情况則相反，繼而引發骨牌效應，令男生在學業上節節敗退，最終造成今天大學男女生比例失衡問題。女生成功考大學的人數雖然較多，但與此同時亦面對更多同性的競爭對手。從同性競爭角度看，可以說男生到了考大學的階段時似乎反而「佔優」。現今社會普遍為人接受的教育理念是以個人均等原則為基礎，每個人也可以不分男女、種族、宗教、家庭出身等因素通過公平競爭獲得教育擢升。女生在現有機制下具有所謂先天的學業優勢，例如比男生在閱讀及寫作上花更多時間、多主動投入學業活動等，同時也是個人努力與付出，她們因此取得好成績，最合理不過。現存有相當多的研究證據已指出，男女先天分別（包括腦部發展）並沒想像中那麼大，學能、社交能力、情緒控制等發展反而受後天及體制性的社會環境因素影響更大，而且男女學能差距在不同地方、文化亦有所不同。要着手處理「男孩危機」，不但需要針對課程發展、學與教策略、評核機制等方面檢討與改善，同時亦需要家庭、學校、社區等全方位配合，從小做起。 
香港自1990年代討論應否訂立性傾向歧視條例，平機會於2014年委託香港中文大學性別研究中心進行立法的可行性研究。然而該研究結果備受質疑，研究機構被批評早有明顯立場，故此涉嫌誇大性小眾的受歧視經驗; 反對人士的意見則被漠視。此外，電話調查部分最先只公布了小部分資料；經關注人士多次查詢，平機會後來上載補充資料。補充資料顯示香港市民對LGBTI人士的接納程度相當高。
香港於1990年代就反歧視立法，現有種族歧視條例，性別歧視條例，家庭崗位歧視條例去保障不同性別和種族的權利，確保他們不會受到歧視。
現時香港的歧視條例並無包含不同性取向及性別認同的人士，部分團體支持性傾向及性別認同歧視立法，認為可以保障他們在教育和工作方面不會受到歧視和不公平對待，不少保守的宗教及家長團體一直強烈反對立法，認為本港並無逼切性訂立性傾向及性別認同歧視法，反而年齡歧視更須優先處理；此外，立法更會造成「逆向歧視」。
反對一方提出「逆向歧視」作為反對的理據之一。反對一方認為，假若訂立性傾向及性別認同歧視條例，一些不認同同性戀者（或稱為性小眾）的人反而會受到歧視。這個意思下的「逆向歧視」，有別於由積極平權措施引致的逆向歧視，而是取其字面意義：「在過往社會，主流文化排斥同性戀，誠然有不少同性戀者因著其性傾向被歧視，那時爭取同性戀權益的人士也是一種挑戰主流文化的異見分子。現在時移勢易，在某些『先進』的社會裡（或某社會的某些圈子裡），主流文化不單不排斥同性戀，甚至開始認為不贊同同性戀的人都是充滿偏見和歧視的恐同症患者。在這種環境中，情況顛倒過來，有不少市民只是因為不贊同同性戀就被歧視，例如要面對不合理的差別對待、非理性的攻擊甚或法律的威嚇，這稱為『逆向歧視』，而那些敢於挑戰主流擁同文化的人士，可稱為『同性戀異見分子』。」
據此，反對者主張，這些法例剝奪了異見人士的言論和表達自由、教育自由、宗教自由、良心自由、經商自由和結社自由等，各大國際人權公約肯定的基本人權。他們續稱，真正的平權，應該是每個人都享有同等的公民權利和自由，無論是支持或不認同同性戀都有和平表達意見的自由。贊成或反對的人都應該享有同等的權利表達意見和集會，而不是將壓力和司法責任只加於其中一方之上。他們稱這為平衡人權：多元自由社會則應尊重每個人的信仰——包括不認同同性戀的價值觀和傳統。
- 香港大學法律學院首席講師張達明曾於2013年指出反歧視法並非單單提供保護，更會強制社會認同該價值觀：「支持立法者又每多過分簡單化地將『不應該歧視不同性傾向人士』與『制訂反性傾向歧視法例』畫上等號，而忽略考慮反歧視法的特殊法律性質及功能，亦鮮有就制訂反歧視法的法理基礎進行探討及論述。」更重要的是「反歧視法的性質及目的不單是要讓受保護的群組免受普遍歧視，更是要強制社會上每一個人（除少數豁免外）都給予該群組完全相同的對待，藉此擁抱及推動一種社會價值觀，讓大眾接受反歧視法所保護的權利是對社會有正面作用。若有僱主堅持自己的思想或道德觀而不願意聘請受保護群組的人，反歧視法便要透過懲罰強制他改變觀念。」[18]

### 南非
1994年，納爾遜·曼德拉成為南非首位黑人總統，意味著長達四十多年的南非種族隔離正式終結。有評論認為，自從黑人上台執政之後，白人一直受到黑人的逆向歧視。2009年10月，南非政府兩大安全部門公布了調整人員結構的目標，南非警察服務署計劃把黑人僱員比例由70.7%提高到79%，白人僱員比例由15.6%縮減到9.6%，以減低白人在政府的重要程度。在東開普省，一名白人醫生曾經以「種族歧視」的名義狀告醫院，稱醫院只為黑人醫生提供工作，令他失去工作及經濟來源，法院最終裁定該醫生勝訴，是近年南非首宗白人打贏種族歧視官司的案例。一名住在納米比亞的白人女教師稱，過往南非的醫學大學只會讓極優秀的黑人學生上醫科大學，但現時黑人學生只需拿到B、C，甚至D的成績也有可能入讀，相反白人則必須拿到A。

## 評論
支持有逆向歧視存在者，通常認為是社會的保守派人士及主流社會既得利益者，特別是主要針對政府對「弱勢族群」的積極平權措施提出批評。但也有學者以公平的角度批評積極平權措施。Per Olof Sundman在他1996的專書中反對逆向歧視的存在，理據為人權。托马斯·索维尔也在1999年著書也有類似看法。Lisa Newton指責學校與雇主如果偏好女性與黑人，那這種作法的不公正性與吉姆克勞法無異。
反對有逆向歧視存在者對於逆向歧視是否真為一種歧視也提除質疑。不論從個人、制度化或結構性歧視來看，歧視牽涉弱勢族群與主流團體間的權力之不平等，因而導致歧視之產生，而逆向歧視則否。逆向歧視使用歧視一詞則是誤解與誤用歧視的概念:12。對於積極平權措施違反平等原則觀點，反對者認為平等應該是絕對平等與相對平等的統一，是抽象平等與其體平等的統一，也是實質平等與形式平等的統一，更是機會平等與結果平等的統一，駁斥支持逆向歧視違反平等權的觀點。反對逆向歧視論述者更認為，提倡逆向歧視將造成對弱勢族群不公平、不公正的對待，擴大社會歧視的產生
大多數的人權學者則反對逆向歧視論述，認為逆向歧視的論述多建立於道德層面上，而非普世人權精神。

## 參看
- 歧視
- 政治正確
- 多元、平等和包容
- 反動左派
- 肯定性行動
- 社會正義戰士